# Pauliströmsåns nedre dalgångs naturreservat
Pauliströmsåns nedre dalgångs naturreservat är ett naturreservat i Hultsfreds kommun i Kalmar län.
Området är naturskyddat sedan 2022 och är 173 hektar stort. Reservatet ligger nordväst om samhället Järnforsen och omfattar en mindre skogsjö samt ett vattendrag med strömmande vatten och dess kringområde. 